# Zenekari muzsikusok (Degas-kép)
A Zenekari muzsikusok Edgar Degas festménye, amely a Frankfurt am Main-i Städel Museum gyűjteményének része.
Degas szokatlan perspektívát választott színházi témájának feldolgozására: a zenekari árokból, az egyik zenész szemszögéből mutatja a színpadot és a balerinákat. A kép korai példája a festő érdeklődésének az opera- és balettelőadások iránt. A képet 1872-ben kezdte el festeni a művész, majd 1874-ben és 1876-ban újra átdolgozta. A kompozíció a hagyományos színházi látkép felől a portréformátum felé fordult. A Städel Museum 1912-ben, ajándékként kapta a festményt, amelynek mérete 63,6 × 49 centiméteres.